# LGA 1156
LGA 1156, također poznat kao Socket H, je podnožje za Intelove procesore. LGA je kratica od Land Grid Array.
LGA 1156, zajedno s LGA 1366, je nasljednik LGA 775. LGA 1156 ima mnogo razlika u odnosu na LGA 775.  LGA 775 procesori su spojeni na northbridge koristeći FSB.  LGA 1156 prcesori imaju dosta integriranih obilježja koja su se prije bila u northbridgeu. LGA 1156 procesor komunicira s ostatkom sustava pomoću:
- PCI-Express 2.0 x16 za komunikaciju s grafičkom karticom. Mnogo procesora omogućuje da se konekcija podijeli na dvije x8 linije za spojit dvije grafčke kartice.  Mnogo proizvođača matičnih ploča koriste Nvidia-in NF200 čip da se može spojit više grafičkih kartica.
- DMI za komunikaciju s Platform Controller Hub.  To se sastoji od PCI-Express 2.0 x4 veze.
- Dva memorijska kanala za komunikaciju s DDR3 SDRAM.  Brzina memorije koju podržava ovisi o procesoru.

## Podržani procesori
| Kodni naziv | Naziv   | Model (popis) | Frekvencija   | Jezgre fizičke/logičke | Max brzina memorije |
| ----------- | ------- | ------------- | ------------- | ---------------------- | ------------------- |
| Lynnfield   | Core i5 | i5-7xx        | 2.66-2.8 GHz  | 4/4                    | DDR3-1333           |
| Lynnfield   | Core i7 | i7-8xx        | 2.8-2.93 GHz  | 4/8                    | DDR3-1333           |
| Lynnfield   | Xeon    | L34xx         | 1.86 GHz      | 4/4 or 4/8             | DDR3-1333           |
| Lynnfield   | Xeon    | X34xx         | 2.4-2.93 GHz  | 4/4 or 4/8             | DDR3-1333           |
| Clarkdale   | Celeron | G1xxx         | 2.26 GHz      | 2/2                    | DDR3-1066           |
| Clarkdale   | Pentium | G6xxx         | 2.80 GHz      | 2/2                    | DDR3-1066           |
| Clarkdale   | Core i3 | i3-5xx        | 2.93-3.06 GHz | 2/4                    | DDR3-1333           |
| Clarkdale   | Core i5 | i5-6xx        | 3.2-3.46 GHz  | 2/4                    | DDR3-1333           |

## Podržani čipseti
Desktop čipseti koji podržvaju LGA 1156 su Intelovi H55, H57, P55, i Q57. Server čipseti koji podržavaju to podnožje su Intelovi 3400, 3420 i 3450